# Anne Delvaux
Anne Delvaux (* 20. Oktober 1970 in Lüttich) ist eine belgische Moderatorin und Politikerin (cdH).
Delvaux besuchte die Université catholique de Louvain (kurz UCL), wo sie Wirtschaftswissenschaften und Kommunikationswissenschaften studierte. Von 1994 bis 2007 war sie Journalistin und Nachrichtensprecherin beim RTBF, dem öffentlich-rechtlichen Sender im französischsprachigen Belgien. Parallel war sie Lehrbeauftragte für Journalismus an der UCL.
2007 verließ Delvaux den RTBF um politisch aktiv zu werden: Von 2007 bis 2009 saß sie im belgischen Senat, seit 2009 gehört sie dem Europäischen Parlament an. Ferner wurde sie 2007 Vorsitzende des Föderalen Beratenden Ausschusses für europäische Fragen (bis 2009) und stellvertretende Vorsitzende der Europäischen Bewegung in Belgien.
Seit 2009 ist Delvaux Mitglied in folgenden Ausschüssen und Delegationen: Ausschuss für Umweltfragen, öffentliche Gesundheit und Lebensmittelsicherheit, Delegation für die Beziehungen zum Panafrikanischen Parlament, Delegation in der Paritätischen Parlamentarischen Versammlung AKP-EU.
Als Stellvertreterin ist sie tätig: Ausschuss für auswärtige Angelegenheiten, Ausschuss für die Rechte der Frau und die Gleichstellung der Geschlechter, Delegation für die Beziehungen zu Südafrika.